# Футбольная ассоциация Малави
Ассоциа́ция футбо́ла Мала́ви (англ. Football Association of Malawi) — организация, осуществляющая контроль и управление футболом в Малави. Располагается в Лимбе. ФАМ основана в 1966 году, вступила в КАФ и в ФИФА в 1968 году. В 1997 году стала членом-основателем КОСАФА. Ассоциация организует деятельность и управляет национальными сборными по футболу (мужской, женской, молодёжными). Под эгидой ассоциации проводится чемпионат страны.